# Невдахи (фільм, 2015)
Underdog Kids — американський сімейний бойовик 2015 року, режисером і сценаристом якого виступив Філліп Рі. Фільм розповідає про групу дітей з неблагополучного району, які через єдиноборства знаходять силу, віру в себе та справжню командну єдність.

## Сюжет
Колишній чемпіон з бойових мистецтв Джиммі «Грізлі» Лі повертається до рідного міста після завершення спортивної кар’єри. Він отримує завдання тренувати місцеву команду з єдиноборств, що складається з дітей з різними життєвими труднощами. Попри брак досвіду, обладнання й дисципліни, команда під його керівництвом починає прогресувати. Вони мають виступити на турнірі проти команди фаворитів — елітного клубу, очолюваного його колишнім суперником.

## У ролях
- Філліп Рі — Джиммі «Грізлі» Лі
- Шон Патрік Фланері — Тед Барретт
- Бофа Сміт — Габріела
- Томмі Трестер — Томі
- Мейкл Бейлі Сміт — Бобі
- Алісон Валькер — Ліза
- Максен Баллард — Кріс
- Андрю Франклін — Алекс
- Калеб Томас — Ерік
- Райан Поттер — Кевін
- Мірейллі Тейлор — Лейла

## Виробництво
Зйомки проходили в Лос-Анджелесі, штат Каліфорнія. Фільм став дебютом у повнометражному кіно для багатьох юних акторів. Режисер Філіп Рі, відомий своєю участю в серії фільмів Best of the Best, прагнув створити надихаючу історію для молоді про дружбу, командний дух та подолання перешкод.

## Випуск
Фільм вийшов 7 липня 2015 року у форматі VOD і DVD. Його поширенням займалася компанія Anchor Bay Entertainment.

## Оцінки й критика
Underdog Kids отримав змішані відгуки. Критики відзначали позитивне послання для молодої аудиторії, хоча й критикували передбачуваність сюжету та клішованість деяких персонажів. Водночас глядачі тепло сприйняли фільм за його емоційність та простоту.

## Цікаві факти
- Деякі з акторів є справжніми чемпіонами з бойових мистецтв.
- Фільм використовувався у виховних програмах у школах та молодіжних організаціях як приклад командної роботи.

## Категорії
1. 1 2 3 4 5 6 7 8 9 10  ČSFD — 2001.